# Batalla de Sangarará
La batalla de Sangarará fue el primer enfrentamiento entre el ejército español contra el revolucionario encabezado por Túpac Amaru II durante la Gran Rebelión. Tuvo lugar el 18 de noviembre del año 1780 en la localidad ubicada en el distrito de Sangarará, donde salen victoriosos los rebeldes nacionales.
Luego de estallar la rebelión el 4 de noviembre de 1780 que buscaba eliminar la mita, los repartos, las alcabalas, las aduanas y un cambio social en favor de los indígenas, y lograda la captura y posterior ejecución del corregidor de Tinta, Túpac Amaru decreta, el 16 de noviembre, la abolición de la esclavitud.
Al llegar la noticia al Cusco, los realistas envían un ejército al mando de Tiburcio Landa que se une al del corregidor de Quispicanchis, Fernando de Cabrera Peinado, y un batallón de indios encabezado por el cacique Pedro Sahuaraura. El ejército español llega a Sangarará y se ubica en la iglesia principal localizada en la plaza de armas.
Túpac Amaru, para evitar muertos y heridos, envió emisarios para que los realistas se rindieran, ofreciéndoles respetar su vida, la cual no fue aceptada por el corregidor Cabrera.
Al iniciar el día 18 de noviembre se inició la feroz batalla donde murieron cientos de realistas, otros huyeron y la iglesia sufrió grandes daños a consecuencia de una explosión provocada por el polvorín que habían ubicado dentro de ella.
Esta batalla es la primera que se lleva a cabo en esta revolución y la cual pone en alerta a las autoridades coloniales, debido a que crean un ambiente en busca de libertad entre los indígenas, mestizos, esclavos y criollos que se unían al movimiento. En resumen el resultado fue catastrófico.

## Antecedentes
El 12 de noviembre de 1780, Fernando Cabrera Peinado, corregidor de Quispicanchi quien apenas había podido escapar de los rebeldes, informó al ayuntamiento de Cuzco de la captura de Arriaga y el inicio de la rebelión.El corregidor del Cuzco, Fernando Inclán Valdez, estableció un consejo de guerra, recaudó dinero y, el 13 de noviembre, envió un emisario a Lima solicitando ayuda. El obispo Moscoso y Peralta se hizo cargo de la organización militar y los fondos recaudados.
El obispo donó 12.000 pesos, y otros monasterios y órdenes religiosas, un adicional de 18.000. Además, prestó 14.000 pesos del dinero de la Iglesia, mientras que el cura de San Jerónimo, Ignacio de Castro, prestó una suma adicional de 40.000 pesos. Según el obispo, los rebeldes se encontraban solo a 10 leguas del Cuzco, y contaban con 10.000 indígenas armados y 600 mestizos y españoles.
Al mando de Tiburcio Landa se creó una compañía compuesta por miembros de la milicia local, voluntarios del Cuzco y aproximadamente 800 indígenas y mestizos procurados por los curacas de Oropeza, Pedro Sahuaraura y Ambrosio Chillitupa. Este grupo de contrainsurgentes intentaba derrotar a los rebeldes y reclamar una recompensa.
El 17 de noviembre alcanzaron Sangarará, un pequeño y frío pueblo al norte de Tinta, a aproximadamente 3800 metros de altitud, donde se les unieron milicias organizadas por los curacas de 6 pueblos cercanos. Y, al no reportar señales de peligro, la compañía de Landa acampó en el pueblo, en vez de hacerlo en una ladera menos vulnerable.
Por su parte, Tupac Amaru, quien seguía de cerca al ejército realista, llegó sorpresivamente a Sangarará, liderando un ejército de aproximadamente 6.000 hombres.

## La batalla
A las 4 de la mañana del 18 de noviembre, las tropas de Landa despertaron rodeadas. Un testigo afirmó que las tropas rebeldes que se aproximaban sonaban como un «temblor». El corregidor Cabrera ordenó refugiarse en la iglesia del pueblo, aunque debido a la prisa algunos realistas cayeron, muriendo pisoteados
Tupac Amaru exigió que se rindieran, y pidió al cura y sus ayudantes que salieran. Cuando los realistas desobedecieron estas instrucciones, Tupac Amaru ordenó a criollos y mujeres abandonar la iglesia, indicando que un ataque era inminente. No obstante, Landa y sus tropas impidieron que cualquiera saliera, y varios murieron en el caos.
Entonces, los rebeldes se deslizaron por el cementerio adyacente e iniciaron el ataque arrojando piedras con hondas desde atrás de una pared que correspondía al sagrario de la iglesia, lo que impedía ver a los atacantes. La fusilería de los rebeldes actuaba con eficacia, mientras la artillería de los sitiados carecía de espacio suficiente para que su acción resultara efectiva. En un momento de la batalla, la pólvora de los realistas se encendió quemando el techo y provocando el desplome de una pared de la iglesia que aplastó a varios de los sitiados quienes disparaban sus fusiles a través de las ventanas. Desesperados, muchos de los soldados se confesaron con el acosado capellán, Juan de Mollinedo.
A las 8 y media de la mañana, los rebeldes, enardecidos por la porfiada resistencia, incendiaron los restos del techo de la iglesia, propagado el fuego. Una vez que el techo estuvo en llamas, las vigas ardientes comenzaron a caer y las tejas explotaban por el calor. La resistencia se fue haciendo imposible, por lo que las tropas de Landa se arrojaron fuera de la iglesia para no perecer en el incendio y, al salir, eran muertos por los rebeldes a palos, pedradas y lanzadas. 
La batalla culminó al mediodía, tras 6 horas de agotadora lucha, y quedó sellada la victoria de Túpac Amaru.

## Consecuencias
Inferiores en número y mal posicionadas, las tropas de Landa fueron aniquiladas. Un informe calcula 576 muertos, que incluían más de 20 europeos. Bartolomé Castañeda, quien se salvó ocultándose en una pequeña capilla, calculó que al menos 300 realistas murieron en la batalla. Los rebeldes atendieron y liberaron a 28 criollos heridos.
Según otro informe, Tupac Amaru golpeó el cadáver de Fernando Cabrera, quien lo había evadido días antes, murmurando: «Este por cabeza dura se ve de este modo». El mismo informe, narra también que los rebeldes ejecutaron a un curaca realista.
El capellán Juan de Mollinedo capturado por los rebeldes, contabilizó 395 muertos en combate más un incalculable número de incinerados en la iglesia. Túpac Amaru le dio doscientos pesos para que enterrase a los muertos. Fue liberado a causa de su estatus de cura y llegó al Cuzco.  
Las bajas tupacamaristas fue menor a veinte.